# Райские зимородки
Ра́йские зиморо́дки, или ракетохво́стые зиморо́дки (лат. Tanysiptera), — род птиц из семейства зимородковых отряда ракшеобразных.
Райские зимородки распространены в Австралии, на Новой Гвинее и близлежащих островах.
Птицы небольшого размера с длинным ступенчатым хвостом, средняя пара рулевых перьев которого сильно вытянута и расширена на вершине.

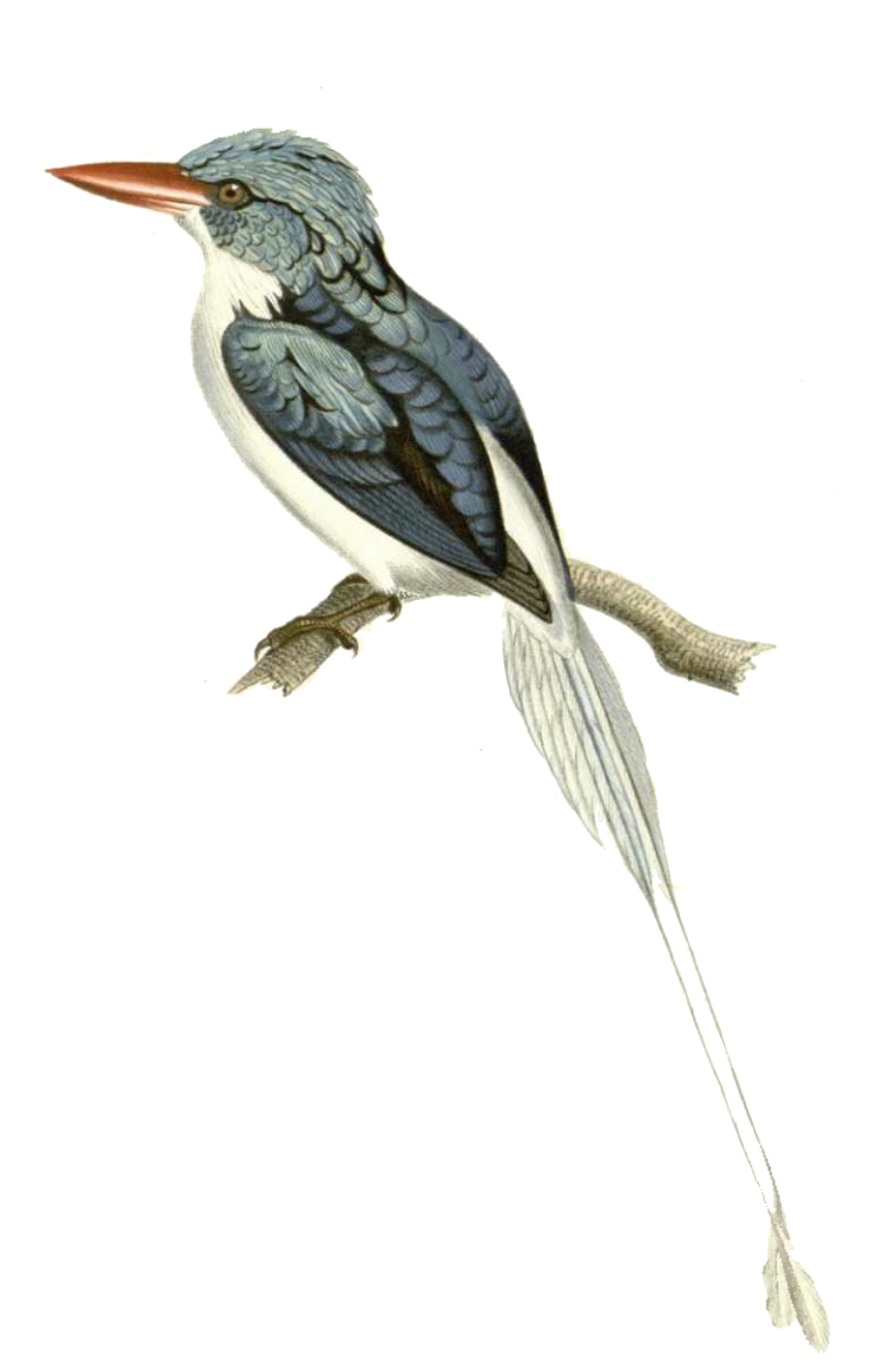
Райский зимородок Риделя (Tanysiptera riedelii)

## Виды
Род содержит 9 видов:
- Tanysiptera galatea — Райский зимородок, или галатея
- Tanysiptera ellioti — Эллиотов райский зимородок
- Tanysiptera riedelii — Райский зимородок Риделя
- Tanysiptera carolinae — Райский зимородок Каролины
- Tanysiptera hydrocharis — Аруйский райский зимородок
- Tanysiptera sylvia — Белохвостый райский зимородок
- Tanysiptera nigriceps
- Tanysiptera nympha — Розовогрудый райский зимородок
- Tanysiptera danae — Буроспинный райский зимородок